# Wolfgang Gunselmann
Wolfgang Gunselmann (* 26. September 1960) ist ein ehemaliger deutscher Fußballspieler.
Der Mittelfeldspieler spielte in der Jugend für den 1. FC Nürnberg, mit dem er 1979 im A-Junioren-Finale um die deutsche Meisterschaft dem VfB Stuttgart unterlag. Anschließend wechselte Gunselmann zum Zweitligisten SpVgg Bayreuth. Er absolvierte in den Jahren 1979 bis 1981 insgesamt zwölf Spiele in der 2. Fußball-Bundesliga für die Bayreuther. Sein einziges Zweitligator erzielte er in der Saison 1979/80 in der Partie der Bayreuther beim FSV Frankfurt. Später war er noch beim VfL Frohnlach in der Bayernliga aktiv. Gunselmann lebte heute (Stand: Juli 2009) in Coburg.